# Abirami Apbai Naidu
Abirami Apbai Naidu (1983. október 24. –) szingapúri női nemzetközi labdarúgó-játékvezető, sportvezető.

## Pályafutása
1999–2000 között a Szingapúri U19-es női labdarúgó-válogatott tagja. 2008-ban döntenie kellett, hogy a labdarúgást vagy a játékvezetést folytatja. Játékvezetésből 2005-ben Szingapúrban vizsgázott. A FAS Játékvezető Bizottságának (JB) FAS minősítésével 2008-tól a női és férfi S. League játékvezetője. Pályafutásának egyik mentora Shamsul Maidin. Küldési gyakorlat szerint rendszeres partbírói, 4. játékvezetői,  illetve alapvonalbíróként is tevékenykedik. A nemzeti női labdarúgó bajnokságban kiemelkedően foglalkoztatott bíró.
A Szingapúri labdarúgó-szövetség JB terjesztette fel nemzetközi játékvezetőnek, a Nemzetközi Labdarúgó-szövetség (FIFA) 2009-től tartja nyilván női bírói keretében. Az első szingapúri női játékvezető, aki FIFA rendezvényen tevékenykedhetett. A FIFA JB központi nyelvei közül az angolt beszéli. Az AFC JB női elit játékvezetője. Több nemzetek közötti válogatott (Női labdarúgó-világbajnokság, Algarve-kupa), valamint klubmérkőzést vezetett, vagy működő társának 4. bíróként segített.
A 2012-es U20-as női labdarúgó-világbajnokságon a FIFA JB mérkőzésvezetőként alkalmazta.
| Időpont             | Helyszín                | Mérkőzés típusa              | Mérkőzés                     | Eredmény | Nézők száma |
| ------------------- | ----------------------- | ---------------------------- | ---------------------------- | -------- | ----------- |
| 2012. augusztus 19. | Mijagi Stadion, Rifu    | csoportmérkőzés (A. csoport) | Új-Zéland–Svájc              | 2 – 1    | 9542        |
| 2012. augusztus 27. | Mijagi Stadion, Rifu    | csoportmérkőzés (D. csoport) | Egyesült Államok–Németország | 0 – 3    | 17 120      |
| 2012. augusztus 30. | Olimpiai Stadion, Tokió | egyik negyeddöntő            | Nigéria–Mexikó               | 1 – 0    | 27 094      |

A 2014-es U17-es női labdarúgó-világbajnokságon a FIFA JB tartalék, 4. bíróként foglalkoztatta.
A FIFA JB 2015 márciusában nyilvánosságra hozta annak a 29 játékvezetőnek (22 közreműködő valamint 7 tartalék, illetve 4. bíró) és 44 asszisztensnek a nevét, akik közreműködtek a 2015-ös női labdarúgó-világbajnokságon. A kijelölt játékvezetők és asszisztensek 2015. június 26-án Zürichben, majd két héttel a világtorna előtt Vancouverben vettek rész továbbképzésen, egyben végrehajtották a szokásos elméleti és fizikai Cooper-tesztet. Selejtező mérkőzéseket az Ázsiai Labdarúgó-szövetség (AFC) zónában vezetett. A világbajnokságon 4-szer kapott 4. bírói küldést.
A 2014-es Női Ázsia-kupa labdarúgó-tornán az AFC JB bíróként foglalkoztatta. A labdarúgó-torna egyben a 2015-ös női labdarúgó-világbajnokság selejtezője.
| Időpont         | Helyszín                             | Mérkőzés típusa              | Mérkőzés                                | Eredmény | Nézők száma |
| --------------- | ------------------------------------ | ---------------------------- | --------------------------------------- | -------- | ----------- |
| 2014. május 16. | Thống Nhất Stadion, Ho Si Minh-város | csoportmérkőzés (A. csoport) | Japán–Vietnam                           | 4 – 0    | 1200        |
| 2014. május 18. | Gò Đậu Stadion, Thủ Dầu Một          | csoportmérkőzés (A. csoport) | Japán női labdarúgó-válogatott–Jordánia | 7 – 0    | 800         |

A 2015-ös Algarve-kupa labdarúgó tornán a FIFA JB játékvezetőként vette igénybe szolgálatát. A labdarúgó torna a 2015-ös női labdarúgó-világbajnokság főpróbája volt.
| Időpont           | Helyszín                    | Mérkőzés típusa              | Mérkőzés                | Eredmény | Nézők száma |
| ----------------- | --------------------------- | ---------------------------- | ----------------------- | -------- | ----------- |
| 2015. március 9.  | Városi Stadion, Lagos       | csoportmérkőzés (B. csoport) | Egyesült Államok–Izland | 0 – 0    | 500         |
| 2015. március 11. | Bela Vista Stadion, Parchal | mérkőzés a 11. helyért       | Portugália–Kína         | 3 – 3    |             |

2013-ban ASEAN Labdarúgó-szövetség (AFF) elismerésben részesítette az ASEAN régió női labdarúgó szakágának fejlesztéséért.